# Harold Pinter

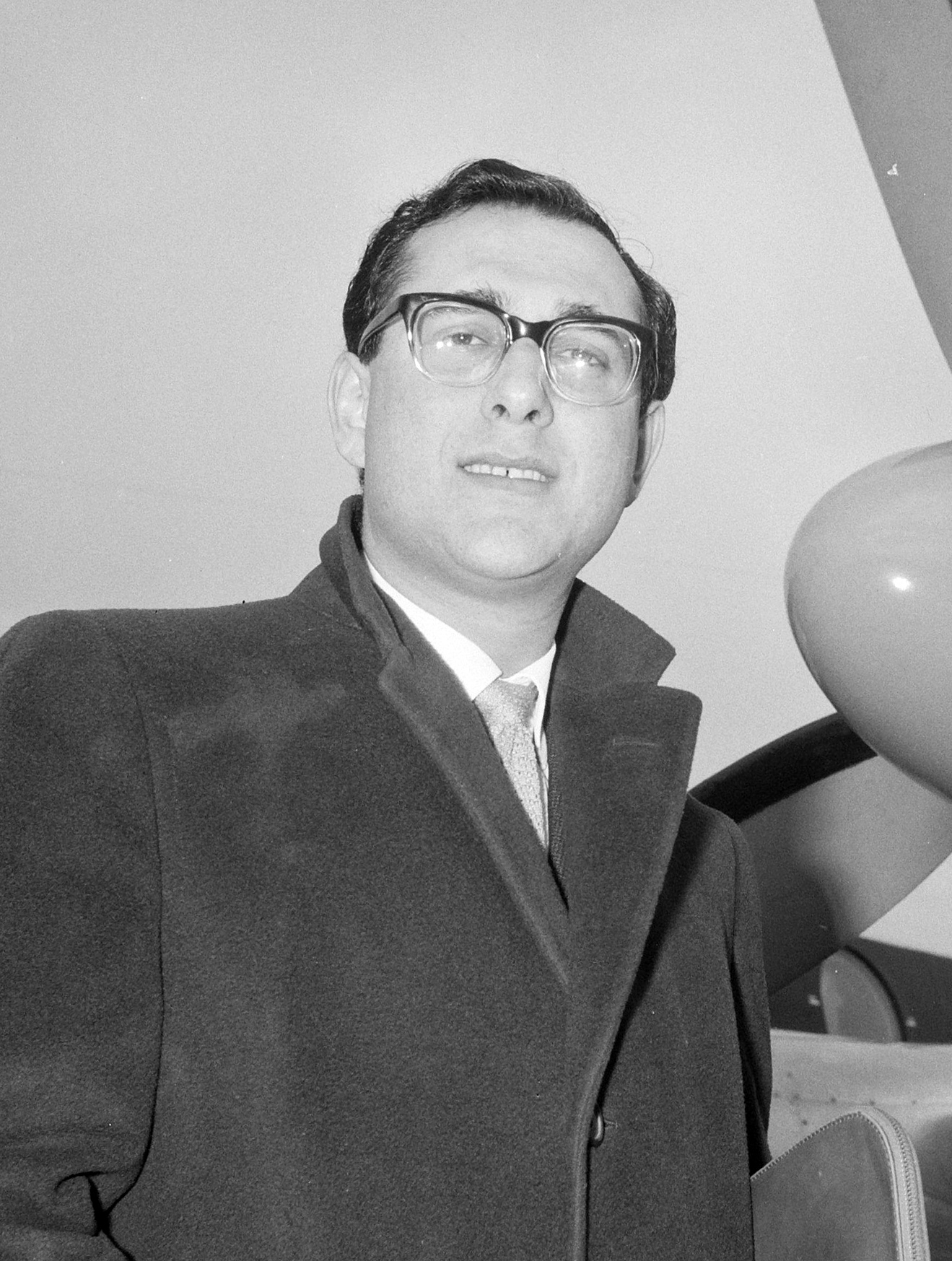
Harold Pinter (1962)

Harold Pinter (ur. 10 października 1930 w Londynie, zm. 24 grudnia 2008 tamże) – angielski dramaturg, pisarz, reżyser teatralny i scenarzysta filmowy. Laureat literackiej Nagrody Nobla w 2005, otrzymanej za „odkrywanie przepaści pod codzienną gadaniną i wymuszanie wejścia do zamkniętych przestrzeni ucisku” (uzasadnienie).
Zaliczany do czołowych przedstawicieli teatru absurdu. Pinter był też twórcą tzw. „komedii zagrożenia” (comedy of menace), obnażającej pozorność komunikacji między ludźmi i dramatyczną bezradność człowieka zarówno wobec świata zewnętrznego, jak i własnej podświadomości (Urodziny Stanleya, 1958, przekład pol. „Dialog” 10/1960).

## Dzieciństwo
Pinter urodził się w żydowsko-brytyjskiej rodzinie, w dzielnicy Hackney w Londynie. Uczył się w Hackney Downs Grammar School i krótko w Royal Academy of Dramatic Art (RADA). Jako młodzieniec publikował poezję. Jak podawał sam dramaturg, jego żydowscy dziadkowie przybyli z Polski i Odessy.

## Kariera
Harold Pinter rozpoczął pracę w teatrze jako aktor, pod pseudonimem „David Baron”. Jego pierwsza sztuka teatralna, The Room, została wykonana przez studentów Uniwersytetu w Bristolu w 1957.
Druga sztuka Pintera (która jest obecnie jedną z najbardziej znanych tego autora), The Birthday Party (1958), nie odniosła sukcesu, pomimo pozytywnej recenzji w „The Sunday Times”, napisanej przez wybitnego krytyka Harolda Hobsona. Jednakże po sukcesie The Caretaker w 1960, The Birthday Party była ponownie wystawiana w teatrach i spotykała się już z pozytywnym przyjęciem.
W 1973 został współpracownikiem dyrektora Royal National Theatre. Jego późniejsze sztuki były krótsze, wielokrotnie uznawane jako alegorie ucisku. 
Pinter był również cenionym scenarzystą filmowym. Zasłynął ze współpracy z reżyserem Josephem Loseyem, dla którego napisał scenariusze do czterech głośnych filmów: Służący (1963), Modesty Blaise (1966), Wypadek (1967) i Posłaniec (1971). Był dwukrotnie nominowany do Oscara za najlepszy scenariusz adaptowany do filmów: Kochanica Francuza (1981) Karela Reisza na podstawie powieści pod tym samym tytułem autorstwa Johna Fowlesa oraz Zdrada (1983) Davida Hugh Jonesa na podstawie własnej sztuki.
W styczniu 2005 Harold Pinter ogłosił, iż odstępuje od pisania sztuk teatralnych, ponieważ postanowił zaangażować się w działalność polityczną.

## Działalność polityczna
Pinter postulował swobodę wypowiedzi podczas wieloletniej współpracy z PEN Clubem. W 1985 dołączył do misji amerykańskiego dramaturga Arthura Millera International PEN-Helsinki Watch Committee do Turcji, mającej na celu zbadanie i protest przeciwko torturom uwięzionych pisarzy. Spotkał tam wiele osób będących ofiarami ucisku politycznego. W ambasadzie amerykańskiej, w trakcie uroczystości, podczas której uhonorowano Millera, zamiast wymieniać uprzejmości, Pinter opowiadał o więźniach, którym podłączano prąd do genitaliów, i został za to wyrzucony (Miller opuścił ambasadę wraz z Pinterem). Doświadczenia z pobytu w Turcji oraz zakaz używania języka Kurdów zainspirowały go do napisania w 1988 sztuki Mountain Language.
Pinter sprzeciwiał się amerykańskiej inwazji na Afganistan i Irak. Był także przeciwnikiem interwencji NATO w Kosowie. Publicznie nazwał prezydenta Stanów Zjednoczonych, George'a W. Busha, masowym mordercą, a premiera Wielkiej Brytanii, Tony'ego Blaira, „a deluded idiot” (co można przetłumaczyć jako „zbałamucony idiota”). Pinter wielokrotnie pisał listy o tematyce politycznej do brytyjskich gazet. Porównywał administrację Busha do nazistowskich Niemiec Adolfa Hitlera.
Harold Pinter należał również do Międzynarodowego Komitetu Obrony Slobodana Miloševicia.
Pinter był prezesem Gaieties Cricket Club. Był także honorowym członkiem Narodowego Towarzystwa Świeckiego (National Secular Society).

## Dzieła

### Sztuki
- The Room (1957), pol. Pokój („Kwartalnik Artystyczny” 1/2005), przeł. Marek Kędzierski
- The Birthday Party (1957), pol. Urodziny Stanleya („Dialog” 10/1960), przeł. Adam Tarn
- The Dumb Waiter (1957), pol. Samoobsługa („Dialog” 3/1961), przeł. Adam Tarn
- A Slight Ache (1958), pol. Lekki ból („Oficyna poetów”  2/1976), przeł. Bolesław Taborski
- The Hothouse (1958), pol. Cieplarnia
- The Caretaker (1959), pol. Dozorca („Dialog” 2/1963), przeł. Kazimierz Piotrowski i Bronisław Zieliński
- Skecze (1959)
  - The Black and White
  - Trouble in the Works
  - Last to Go
  - Request Stop
  - Special Offer
  - That's Your Trouble
  - That's All
  - Interview
  - Applicant
  - Dialogue Three
- A Night Out (1959)
- Night School (1960)
- The Dwarfs (1960)
- The Collection (1961), pol. Kolekcja, przeł. Bolesław Taborski[2]
- The Lover (1962), pol. Kochanek (Dialog 8/1966), przeł. Bolesław Taborski
- Tea Party (1964)
- The Homecoming (1964), pol. Powrót do domu („Dialog” 12/1965), przeł. Adam Tarn
- The Basement (1966)
- Landscape (1967), pol. Krajobraz („Dialog” 4/1969), przeł. Bolesław Taborski
- Silence (1968), pol. Milczenie (t. II Dramatów, 2006), przeł. Piotr Sobolczyk
- Skecz: Night (1969), pol. Noc (t. II Dramatów, 2006), przeł. Piotr Sobolczyk
- Old Times (1971), pol. Dawne czasy („Dialog” 2/1972), przeł. Bolesław Taborski
- Monologue (1972)
- No Man's Land (1974)
- Betrayal (1978), pol. Zdrada („Dialog” 5/1979), przeł. Bolesław Taborski
- Family Voices (1980)
- Victoria Station (1982)
- A Kind of Alaska (1982) pol. Niby-Alaska
- Skecz: Precisely (1983)
- One For the Road (1984) pol. Jednego na drogę
- Mountain Language (1988), pol. Górski język, przeł. Tomasz Miłkowski
- The New World Order (1991)
- Party Time (1991), pol. Przyjęcie („Dialog” 12/1991), przeł. Bolesław Taborski
- Moonlight (1993), pol. Światło księżyca („Dialog” 12/1993), przeł. Bolesław Taborski
- Ashes to Ashes (1996), pol. Z prochu powstałeś („Dialog” 12/1996), przeł. Bolesław Taborski
- Celebration (1999), pol. Rocznica („Dialog” 10/2000), przeł. Bolesław Taborski
- Skecz: Press Conference (2002)

### Proza
- Kullus (1949)
- The Dwarfs (1952-56)
- Latest Reports from the Stock Exchange (1953)
- The Black and White (1954-55)
- The Examination (1955)
- Tea Party (1963)
- The Coast (1975)
- Problem (1976)
- Lola (1977)
- Short Story (1995)
- Girls (1995)
- Sorry About This (1999)
- God's District (1997)
- Tess (2000)
- Voices in the Tunnel (2001)